# Aclens
Aclens − miejscowość i gmina (commune) w zachodniej Szwajcarii, w kantonie Vaud, w okręgu (district) Morges.

## Demografia
W Aclens mieszka 557 osób. W 2021 roku 25% populacji gminy stanowiły osoby urodzone poza Szwajcarią.

## Transport
Przez teren gminy przebiegają drogi główne nr 129 i nr 137.